# جون صموئيل كينيون
جون صموئيل كينيون (بالإنجليزية: John Samuel Kenyon)‏ هو لغوي أمريكي، ولد في 26 يوليو 1874 في مدينا في الولايات المتحدة، وتوفي في 6 سبتمبر 1959.